# ایهور سورکیس
ایهور سورکیس (اوکراینی: Ігор Суркіс؛ زادهٔ ۲۲ نوامبر ۱۹۵۸) از مدیران باشگاه فوتبال و سرمایه‌گذاران اهل اوکراین است.